# Park Si-hyun
Park Si-hyun (hangul: 박시현; hanja: 朴珠泫; rr: Bag Si-hyeon; MR: Pak Shi-hyŏn; nascida Park Joo-hyun em 29 de novembro de 1986), mais frequentemente creditada apenas como Sihyun (hangul: 시현), anteriormente creditada como Juhyun (hangul: 주현), é uma cantora, rapper e compositora sul-coreana. Em janeiro de 2012, foi apresentada como integrante do grupo feminino Spica, realizando sua estreia em fevereiro do mesmo ano.

## Biografia
Sihyun nasceu Park Joo-hyun em 29 de novembro de 1986 em Busan, Coreia do Sul. Desde criança, ela foi chamada de "Sihyun" por seus familiares e amigos. Aos 14 anos de idade, iniciou seus trabalhos como modelo para revistas e comerciais de televisão. Ao atingir a fase adolescente, Sihyun decidiu se tornar uma cantora, e desde então, realizou diversas audições para várias gravadoras da Coreia do Sul. Em 2007, Sihyun foi aceita como estagiária na DSP Media, deixando a empresa alguns meses depois por motivos pessoais. Em meados de 2010, mudou-se para a B2M Entertainment, onde iniciou seu treinamento extensivo como estagiária, recebendo aulas de canto e dança.

## Carreira

### 2012–17: Spica e outras atividades
Em dezembro de 2011, foi anunciado que Sihyun iria realizar sua estreia como integrante do grupo Spica, que seria agenciado pela B2M Entertainment, mesma empresa da cantora Lee Hyori. Sua estreia ocorreu em 27 de fevereiro com o lançamento do extended play Russian Roullete, acompanhado de seu single homônimo. Suas promoções de estreia se iniciaram dois dias depois, no programa M Countdown.
Sihyun também esteve envolvida na atuação, atuando como atriz principal no videoclipe Let It Go, lançado por Heo Young-sang. Ela atuou como rapper convidada para as promoções do single. Sihyun também apareceu no videoclipe Bad Girls, da cantora Lee Hyori.
Em fevereiro de 2017, foi anunciado o fim de Spica, o grupo que Sihyun fez parte por mais de cinco anos.

## Vida pessoal
Em setembro de 2012, a B2M Entertainment anunciou o namoro de Sihyun com Jun Jin. Posteriormente o término do relacionamento foi confirmado dois meses mais tarde.

## Discografia
| Título                                                                                   | Ano          | Melhor posição nas paradas | Vendas (DL)  | Álbum                    |
| Título                                                                                   | Ano          | KOR                        | Vendas (DL)  | Álbum                    |
| Colaborações                                                                             | Colaborações | Colaborações               | Colaborações | Colaborações             |
| ---------------------------------------------------------------------------------------- | ------------ | -------------------------- | ------------ | ------------------------ |
| "Let It Go"                                                                              | 2011         | 19                         | —            | Let It Go 1st Mini Album |
| "—" indica lançamentos que não figuraram nas paradas ou não foram lançados nessa região. |              |                            |              |                          |

## Videografia

### Aparição em videoclipes
| Ano  | Título      | Artista(s)     | Função       | Diretor       |
| ---- | ----------- | -------------- | ------------ | ------------- |
| 2011 | "Let It Go" | Heo Young-sang | Protagonista | Não divulgado |
| 2013 | Bad Girls   | Lee Hyori      | Protagonista | Cha Eun-taek  |